# Тоафа, Маатиа
Маатиа Тоафа (род. 1 мая 1954) — премьер-министр Тувалу и министр иностранных дел.
Был вице-премьером до 27 августа 2004, став в тот день и. о. премьер-министра после вынесения вотума недоверия премьер-министру Сауфату Сопоанга, который после этого был вынужден уйти из парламента. До его отставки выборы премьера должны были состояться в следующие выходные дни, но после вотума недоверия они были отложены: сначала нужно было доизбрать нового парламентария от острова Нукуфетау, который должен был занять место Сопоанга. После ухода премьер-министра некоторые даже обвинили членов правительства в попытке продлить время своего пребывания на посту.
11 октября 2004 года Маатиа Тоафа был избран премьер-министром Тувалу, набрав 8 из 15 голосов (решающим был голос члена правительства Сио Патиале, который специально покинул медицинское лечение в Новой Зеландии, чтобы вернуться на родину и проголосовать за Маатиа). Таким образом, руководство страной впервые перешло в руки выходца с атолла Нанумеа. Одним из приоритетных направлений его политики было названо развитие частного и рыболовного секторов экономики. Сафату Сопоанга не принимал участие в борьбе за место премьер-министра, став министром общественных работ. Пять министров из предыдущего состава правительства сохранили за собой своё портфолио.
Маатиа Тоафа был одним из активных сторонников изменения государственного строя Тувалу с монархического на республиканский, возглавляемый президентом (в настоящее время страна входит в состав Содружества наций, и официальном главой государства является британский монарх). Премьер-министр утверждал, что существующая система значительно ограничивает Тувалу в установлении двусторонних отношений. Поэтому при нём началась подготовка всенародного референдума, который состоялся только в 2008 году, уже при новом премьер-министре (при этом население высказалось за сохранение монархического строя).
В ходе пребывания на посту премьер-министра Маатиа Тоафа продолжил поддерживать дружественные связи с Тайванем, который оказывал значительную финансовую поддержку стране. Например, 5 мая 2005 года Тувалу посетил тайваньский президент Чэнь Шуйбянь, в честь которого был устроен торжественный приём. А в конце месяца уже премьер-министр Тувалу прибыл с официальным визитом в Тайвань. Чэнь Шуйбянь поблагодарил руководство Тувалу за поддержку его страны, в том числе, за то, что оно проголосовало за вступление Тайваня в состав ООН и ВОЗ.
При Тоафе также был ратифицирован Киотский протокол, основной целью которого является снижение выбросов парниковых газов, что является критически важным для такого островного государства, как Тувалу: изменение глобального климата и вызванное им повышение уровня Мирового океана может, в конце концов, привести к затоплению архипелага.
3 августа 2006 года в стране состоялись очередные парламентские выборы. На них Тоафа был переизбран, но шесть его министров потеряли свои места, поэтому 14 августа 2006 года на посту премьер-министра его сменил Аписаи Иелемиа. Однако на следующих выборах в 2010 году он одержал победу и снова занял пост премьер-министра. 21 декабря 2010 года 8 членов парламента из 15 проголосовали за вынесение вотума недоверия правительству Маатиа Тоафа.
Офицер ордена Британской империи (OBE, 2014).